# Inre reveln
Inre reveln är en ö i Finland. Den ligger i Bottenviken och i kommunen Karleby i den ekonomiska regionen  Karleby i landskapet Mellersta Österbotten, i den nordvästra delen av landet. Ön ligger nära Karleby och omkring 430 kilometer norr om Helsingfors.
Öns area är 0,7 hektar och dess största längd är 290 meter i sydöst-nordvästlig riktning. I omgivningarna runt Inre Reveln växer i huvudsak blandskog.

## Klimat
Inlandsklimat råder i trakten. Årsmedeltemperaturen i trakten är 0 °C. Den varmaste månaden är juli, då medeltemperaturen är 16 °C, och den kallaste är januari, med −14 °C.